# Alive in Seattle
Alive in Seattle es un álbum en vivo de la banda estadounidense Heart, que contiene la grabación de una presentación en la ciudad de Seattle, Estados Unidos, en el marco de la gira "Summer of Love Tour", del año 2002. 

## Lista de canciones

### Disco uno
1. "Crazy on You"
2. "Sister Wild Rose"
3. "The Witch"
4. "Straight On"
5. "These Dreams"
6. "Mistral Wind"
7. "Alone"
8. "Dog & Butterfly"
9. "Mona Lisas and Mad Hatters"
10. "Battle of Evermore"

### Disco dos
1. "Heaven"
2. "Magic Man"
3. "Two Faces of Eve"
4. "Love Alive"
5. "Break the Rock"
6. "Barracuda"
7. "Wild Child"
8. "Black Dog"
9. "Dreamboat Annie (Reprise)"

## Personal
- Ann Wilson – voz, flauta, guitarra
- Nancy Wilson – guitarras, voz
- Scott Olson – guitarras
- Tom Kellock – teclados
- Mike Inez – bajo
- Ben Smith – batería